# الفيلق البارثي الثالث
الفيلق البارثي الثالث (باللاتينيّة: Legio III Parthica، نقحرة: ليجيو ثيرتسي بارثيكا، حرفيًا: الفيلق الثالث لغزو البارثيين) هو أحد الفيالق التي كانت تابعة للجيش الروماني الإمبراطوري. تأسس عام 197 بسبب الحملة التي قادها الإمبراطور الروماني سيبتيموس سيفيروس ضد الإمبراطوريّة الفرثيّة في بلاد فارس، ومن هنا أتت سمة بارثيكا. كما تأسس فيلقان آخران لنفس المهمّة، وهما الفيلق البارثي الأول والفيلق البارثي الثاني.
ظل هذا الفيلق فعّالاً في المقاطعات الرومانيّة الشرقيّة ثم البيزنطيّة حتى أوائل القرن الخامس. وكان يتخذ من ريساينا (رأس العين) في مقاطعة الرها معسكرًا خاصًا به (كاسترا) حتى القرن الرابع، كونها منطقة حدوديّة، على الرغم من وجود شكوك حول ذلك. يُعتقد أن رمز الفيلق كان الثور.

## الحملات

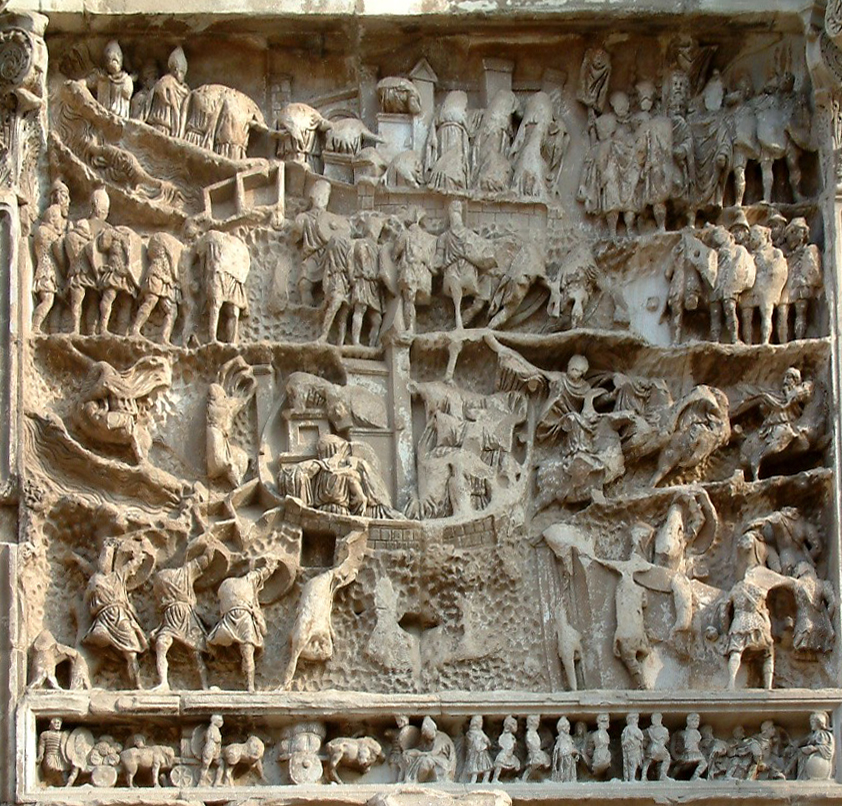
نحت يصوّر المعارك الرومانيّة البارثيّة على قوس سيبتيموس سيفيروس في روما.

- حملة سيبتيموس سيفيروس البارثيّة (197م)
- حملة كاراكلا الساسانيّة (217م)
- حملة سيفيروس ألكسندر الساسانيّة (231م)
- معركة ريسانيا (رأس العين) (243م)
- حملة أذينة (ملك تدمر) الساسانيّة (264م)
- حملة ديوكلتيانوس الساسانيّة (298م)